# Maniax Cars
Maniax Cars（マニアックス　カーズ）とは三栄の発行するムックである。年４回発行。

## 解説
編集長は元Option編集長のケン太郎こと廣嶋健太郎。
メジャー車種の超レアグレード車両や存在自体が忘れられたような車種、成り立ちが珍しい経緯を経ている車種などジャンルにとらわれない幅広い車種を紹介している。
他紙の現役編集長をゲストに招いたり、同業他社の競合誌の元編集長が記事やコラムを執筆し、一般読者からの情報に基づいて車両取材を行うという編集長の個人的人脈によって誌面が成り立っており、一方で広告が１ページしか掲載されていないという日本の商業誌としてはあまり見られない構成になっている。
取材対象車の情報収集、関連情報の提供をHGN特派員という制度を設けて一般読者からも受け付けている。
また、HGN特派員の中から編集長が選んだメンバーにより各年度の1月から12月の間に取材された車両の中から12台を選抜し、イヤーカーを選ぶ「HOTY」（Hentaiguruma Of The Yearの略。COTYのパロディ企画)が開催され、Option３月号（「兄さんっ！変態すぎて大変ですっっ！！」時代及び「Maniax Cars Returns！」）、Maniax Carsの2月発売号にて選考結果が発表されるのが恒例となっている。
その他、JPSCと題されたプロボックス・サクシードのワンメイクレースのレポートも掲載されている。

## 沿革
2016年9月、Optionで「兄さんっ！変態すぎて大変ですっっ！！」と題した連載されていたページがまとめられて「Maniax Cars～兄さんっ！変態すぎて大変ですっっ！！～」というタイトルでムック化される。
2018年「Maniax Cars」として年４回刊行のムックとして独立。
2020年、諸事情により「Maniax Cars」vol.9の刊行中止、Optionに「Maniax Cars Returns！」というタイトルで連載復活。
2022年、ケン太郎がOption編集長に復帰、3月号より本誌リニューアルに伴い連載ページが消滅。2022年4月号編集後記に連載復活を匂わす記述。